# 瓦部
瓦部（がぶ）は、漢字を部首により分類したグループの一つ。
康熙字典214部首では98番目に置かれる（5画の4番目、午集の4番目）。

## 概要

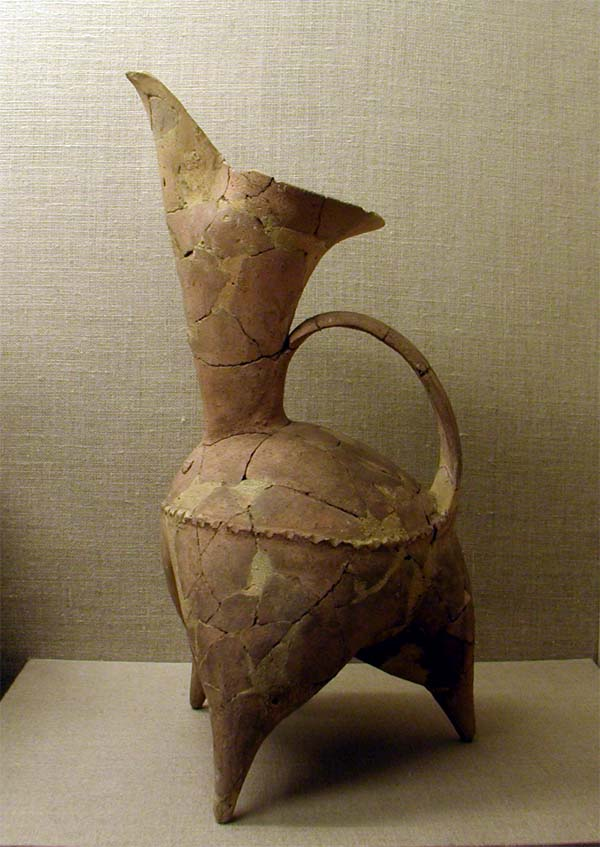
大汶口文化の土器

「瓦」字は素焼きの土器の総称であり、特に素焼きの紡錘を指した。また土器は屋根を葺くにも使われ、これを「瓦当」というが、和訓のカワラはこれを指す。
偏旁の意符としては陶磁器に関することを示す。主として脚あるいは旁の位置に置かれる。
近代になり西洋の自然科学用語が流入した際、日本では重さの単位であるグラムを「瓦」（瓦蘭姆の略）で表記し、「瓱」（ミリグラム）・「瓰」（デシグラム）・「甅」（センチグラム）・「瓧」（デカグラム）・「瓸」（ヘクトグラム）・「瓩」（キログラム）・「瓲」（トン）といった和製漢字も作られた。「瓦」が偏の位置に置かれるのが特徴である。
中国ではワという発音であるので、「瓦特」で仕事率や電力の単位であるワットに当てており、「瓩」はキロワットとして使われている。
瓦部は上記のような意符を構成要素とする漢字を収める。

## 字体のデザイン差
なお「瓦」字を中国の新字形では「瓦」のように左下をつなげ、4画としている。

## 部首の通称
- 日本：かわら
- 中国：瓦字旁・瓦字底
- 韓国：기와와부（giwa wa bu、かわらの瓦部）
- 英米：Radical tile

## 部首字
瓦
- 中古音
  - 広韻 - 五寡切、馬韻、上声
  - 詩韻 - 馬韻、上声
  - 三十六字母 - 疑母
- 現代音
  - 普通話 - ピンイン：wǎ 注音：ㄨㄚˇ ウェード式：wa3
  - 広東語 - Jyutping:ngaa5 イェール式: nga5
- 日本語 - 音：ガ（グヮ）（漢音・呉音） 訓：かわら（日本的な用法）
- 朝鮮語 - 音：와(wa) 訓：기와(giwa、かわら)・질그릇（jilgeuleut、素焼きの土器）

## 例字
- 瓦
- 6:瓶
- 6:瓷・11:甍・12:甑・13:甕